# Пођо Аквилоне (Терни)
Пођо Аквилоне је насеље у Италији у округу Терни, региону Умбрија.
Према процени из 2011. у насељу је живело 78 становника. Насеље се налази на надморској висини од 292 м.